# Alicia Carletti
Alicia Dora Carletti (San Isidro, 29 giugno 1946 – Buenos Aires, 16 luglio 2017) è stata una pittrice e litografa argentina di origini italiane.
(Ignacio Gutierrez Zaldivar)

## Biografia
Parte della stirpe Carletti, il nonno paterno di Alicia era emigrato nel 1868 da Cingia de' Botti, nel Cremonese.
Fin dalla scuola primaria dimostrò una vocazione artistica, acquisendo specifica confidenza con la pittura a olio. Per volontà dei genitori trascorse l'adolescenza in un collegio religioso dove presto si distinse per coprire le tavole con magnifici quanto indisciplinati disegni. Grazie alla propria ostinazione riuscì ad iscriversi alla Scuola d'Arti Visive Augusto Bolognini di Buenos Aires e diplomarsi nell'anno 1966. In seguito frequentò la Scuola Nazionale delle Belle Arti Prilidiano Pueyrredon, sempre in Buenos Aires, dove si laureò nel 1969 con il titolo di Professore di Pittura Nazionale.
Neolaureata prese parte ad un concorso di pittura nella propria città, San Isidro, gareggiando con artisti consacrati.  Inaspettatamente si aggiudicò il primo premio; fu in quest'occasione che Kenneth Kemble, membro della giuria ed entusiasta del suo lavoro, la incoraggiò ad intraprendere la professione artistica.
Durante la sua carriera, allineata con il realismo magico, manifestò un'impronta del tutto personale immaginando un mondo fantastico, bello e poetico. Le sue opere rappresentano soggetti e luoghi appartenenti al mondo delle favole per l'infanzia; tra esse eccelle l'illustrazione di Alice nel paese delle meraviglie.
Durante la carriera professionale ha esposto in diverse gallerie di Buenos Aires, Santa Fe, Miami e New York, conseguendo riconoscimenti e vincendo numerosi premi. Al giorno d'oggi le sue opere risultano distribuite in musei e collezioni private di Argentina, Uruguay, Venezuela, Stati Uniti, Canada, Giappone, Spagna e Germania.

### Vita privata
Era sposata con il pittore e vignettista Jorge Alvaro con il quale ha avuto la figlia Venecia, sua modella preferita nelle opere degli anni '90 .

## Esposizioni individuali
- 1972 Galleria Lirolay, Buenos Aires, Argentina, dipinti ad olio
- 1973 Galleria Martina Céspedes, Buenos Aires, Argentina, dipinti ad olio
- 1974 Galleria Art, Buenos Aires, Argentina, dipinti ad olio
- 1975 Galleria Bonino, Buenos Aires, Argentina, dipinti ad olio
- 1977 Galleria Bonino, Buenos Aires, Argentina, acquerelli
- 1978 Galleria Martha Zullo, Buenos Aires, Argentina, acquerelli
- 1980 Galleria Buen Ayre, Buenos Aires, Argentina, acrilico
- 1983 Bonino Gallery, New York, USA, acquerelli e acrilico
- 1990 Arts International Gallery, Santa Fe, New Mexico, USA, dipinti ad olio
- 1991 Galleria Ruth Benzacar, FABA, Buenos Aires, Argentina, dipinti ad olio
- 1993 Galleria Klemm, Buenos Aires, Argentina, dipinti ad olio
- 1995 Galleria Zurbarán, Buenos Aires, Argentina, dipinti ad olio
- 1998 Centro Culturale Recoleta, Buenos Aires, Argentina, dipinti ad olio
- 2001 La Manufactura Papelera, Buenos Aires, Argentina, dipinti ad olio
- 2005 Fondazione Borges, Buenos Aires, Argentina, dipinti ad olio
- 2007 Galleria Holz, Buenos Aires, Argentina, dipinti e disegni
- 2009 Galleria Holz, Buenos Aires, Argentina, dipinti e disegni

## Premi ottenuti
- 1969 primo premio II concorso di pittura di San Isidro, San Isidro, Argentina
- 1970 primo premio X esposizione annuale di arti plastiche di San Antonio de Areco, San Antonio de Areco, Argentina
- 1972 premio per la menzione speciale di pittura XII esposizione annuale di arti plastiche di San Antonio de Areco, San Antonio de Areco, Argentina
- 1975 premio per la menzione speciale di pittura Biennale di Santa Maria de los Buenos Aires, Museo di Arte Moderna, Buenos Aires, Argentina
- 1978 primo premio Salone di Pittura di Junin, Junin, Argentina
- 1978 premio per la menzione Salone Nazionale della Pittura, Buenos Aires, Argentina
- 1978 premio per la menzione speciale rivista AICA, Buenos Aires, Argentina
- 1986 premio di pittura Bárbara Díaz, Salone Nazionale della Pittura, Buenos Aires, Argentina
- 1993 primo premio per la pittura Caro Cuore, Galleria Praxis, Buenos Aires, Argentina
- 1993 premio per la menzione speciale Primo Salone di Pittura Otium, Centro Culturale Recoleta, Buenos Aires, Argentina
- 1996 premio per la menzione speciale della giuria, Palazzo Municipale, Buenos Aires, Argentina
- 1998 secondo premio Collezione Costantini, Museo Nazionale delle Belle Arti, Buenos Aires, Argentina
- 1999 premio Cecilia Griensom, Salone Nazionale della Pittura, Buenos Aires, Argentina
- 2001 gran premio d’onore Fondazione Avon, Buenos Aires, Argentina
- 2005 secondo premio Concorso di Pittura Iberoamericano Aerolineas Argentina, Buenos Aires, Argentina
- 2008 terzo premio Salone Municipale Manuel Belgrano, Museo Sivori, Buenos Aires, Argentina